# Maman, je suis seul contre tous
Série Home Alone
Maman, je m'occupe des méchants !
(1997) Maman, la maison est hantée !
(2012)
Pour plus de détails, voir Fiche technique et Distribution.
Maman, je suis seul contre tous ou Maman, je suis contre tous au Québec (Home Alone 4: Taking Back the House) est un téléfilm de Noël américain réalisé par Rod Daniel et diffusé pour la première fois en 2002.
C'est la suite de Maman, j'ai raté l'avion ! (1991) et de Maman, j'ai encore raté l'avion ! (1992). Ce téléfilm fera l'objet d'une suite intitulée Maman, la maison est hantée !, sortie en 2012.

## Synopsis
Agacé par son frère Buzz et sa sœur Megan qui ne cessent de l'embêter, Kevin décide de passer Noël chez son père. La maison de son père et de sa belle-mère Natalie est un véritable palace. Mais, un jour, Marv, l'un des deux bandits qu'il a fait arrêter à l'époque, décide de réapparaitre avec sa petite amie Vera et le jeune Kevin va déjouer le plan de ces cambrioleurs.

## Fiche technique
Sauf indication contraire, les informations mentionnées dans cette section peuvent être confirmées par les bases de données cinématographiques IMDb et Allociné,  présentes dans la section « Liens externes ».
- Titre original : Home Alone 4: Taking Back the House
- Titre français : Maman, je suis seul contre tous
- Titre québécois : Maman, je suis contre tous
- Réalisation : Rod Daniel
- Scénario : Debra Frank et Steve L. Hayes, d'après les personnages créés par John Hughes
- Musique : Teddy Castellucci
- Décors : Leslie Binns
- Costumes : Leigh Bishop
- Photographie : Peter Benison
- Son : Kevin Patrick Burns, Michael C. Gutierrez, Colin McFarlane, Todd Orr
- Montage : John Coniglio et Michael A. Stevenson
- Production : Mitch Engel
  - Production déléguée : Lisa Demberg et David Madden
- Sociétés de production : Fox Television Studios
- Sociétés de distribution : Buena Vista International Television
- Budget : n/a
- Pays de production :  États-Unis
- Langue originale : anglais
- Format : couleur (DeLuxe) - 35 mm - 1,78:1 (Widescreen - 16:9) - son Dolby
- Genre : comédie, aventure, drame
- Durée : 89 minutes
- Date de diffusion[1] :
  - États-Unis : 3 novembre 2002 (première diffusion à la télévision)
- Dates de sortie[1] :
  - France : 9 décembre 2003 (sortie directement en DVD)[2]

## Distribution
- Mike Weinberg (VF : Kevin Sommier) : Kevin McCalister
- French Stewart (VF : Jean-Loup Horwitz) : Marv Merchants
- Jason Beghe (VF : Serge Blumental) : Peter McCalister
- Missi Pyle (VF : Régine Teyssot) : Vera Merchants
- Barbara Babcock (VF : Marie-Martine) : Molly Merchants
- Erick Avari (VF : Bernard Dhéran) : Mr. Prescott
- Clare Carey (VF : Karine Martin) : Kate McCalister
- Joanna Going (VF : Véronique Desmadryl) : Natalie
- Gideon Jacobs : Buzz McCallister
- Chelsea Russo : Megan McCallister

## Éditions en vidéo
En France, le film est sorti en DVD le 9 décembre 2003.